# Ekrem Bej Vlora

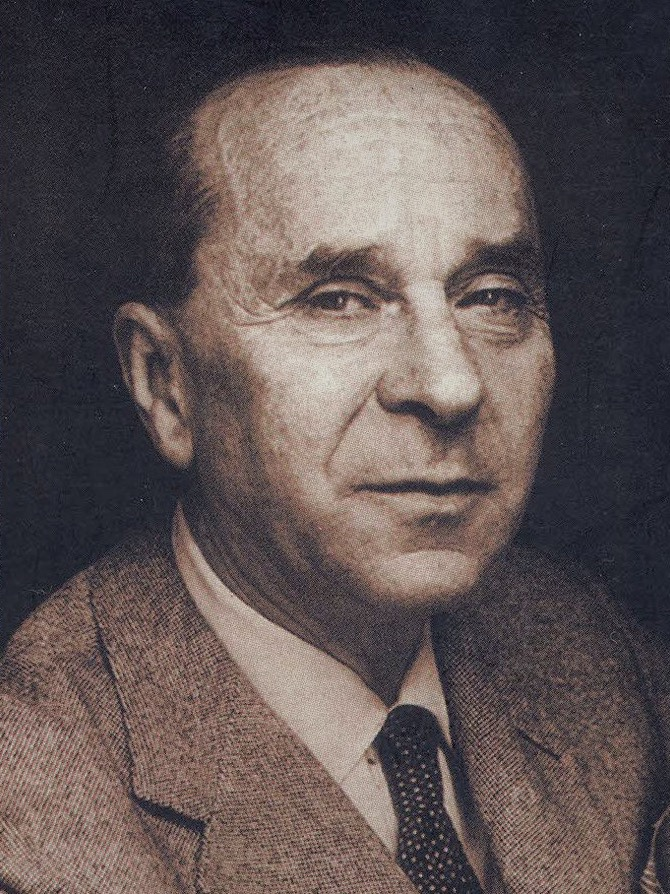
Ekrem Bey Vlorra 1941

Ekrem Bey Vlora (ohne Bey-Titel: Ekrem Vlora (deutsche Schreibweise), albanische Schreibweisen: Eqrem Bej Vlora und Eqerem; * 1. Dezember 1885 in Vlora, Osmanisches Reich; † 29. März 1964 in Wien) war ein albanischer Adliger, Politiker und Autor.

## Leben

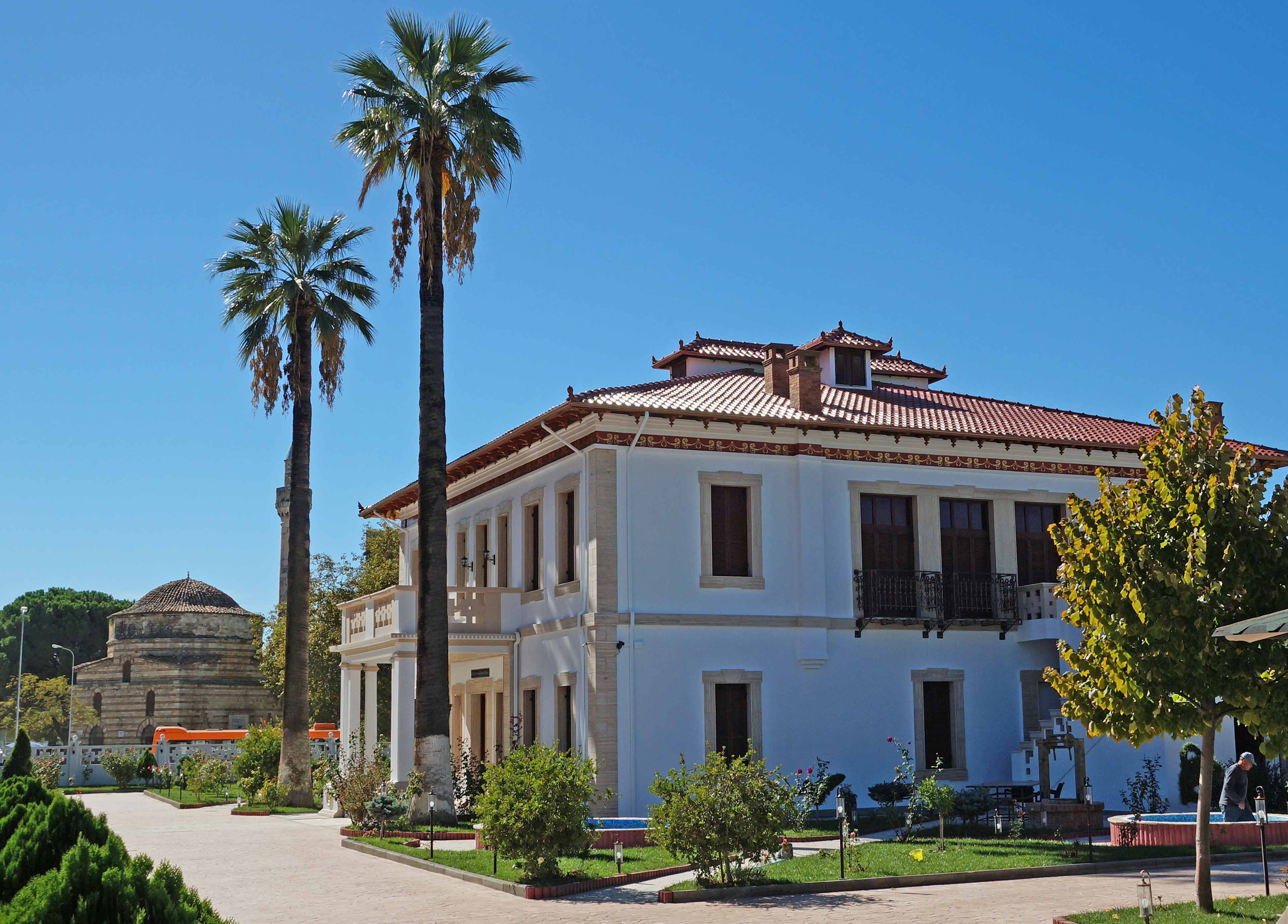
Ehemalige Residenz der Vlora-Familie im Stadtzentrum von Vlora: Villa, die Ekrem Bey Vlora 1920 als Ersatz für den Konak erwarb.

Ekrem Bey Vlora wurde als Sohn von Syrja Bey Vlora und Hihri Hanëm Toptani in die wohlhabende feudale Großfamilie der Vlora geboren. Die Vloras waren Großgrundbesitzer und besaßen viel Land in und um die adriatische Hafenstadt Vlora, die damals zum Vilâyet Ioannina des Osmanischen Reiches gehörte. Noch heute steht die Residenz der Adelsfamilie und zugleich das Geburtshaus von Ekrem Bey Vlora an der Hauptstraße Bulevardi Ismail Qemali gleich neben der Muradie-Moschee. Ismail Qemali, der erste Ministerpräsident Albaniens, war ein Cousin seines Vaters und somit ebenfalls dem Vlora-Geschlecht angehörig.
Ekrem Bey Vlora wurde im Konak der Familie in Vlora von Hauslehrern unterrichtet, ehe er mit 14 Jahren ans Theresianum nach Wien ging. Mit 18 Jahren schloss er das Gymnasium erfolgreich ab und studierte 1904 Recht und Religion in Istanbul. Nachdem er für eine gewisse Zeit in der osmanischen Verwaltung tätig war, drei Monate eine Tour of Duty bei der osmanischen Botschaft in Sankt Petersburg absolvierte und in Albanien, Europa und im Orient herumreiste, schloss er sich der Unabhängigkeitsbewegung von Ismail Qemali an.
Mit der adligen Münchnerin Marie Amelie von Godin verband ihn eine sehr enge Beziehung, gewisse Quellen sprechen sogar von Liebe. Eine Heirat zwischen dem Muslim und der Katholikin kam jedoch nicht in Frage.
Ekrem Bey Vlora schreibt in seinen Memoiren, dass bei der Unabhängigkeitserklärung Albaniens am 28. November 1912 eine Flagge, die in seinem Schlafgemach hing, gehisst worden sei, da niemand anderes in Vlora eine albanische Fahne hatte. Er selbst war an diesem Tag nicht in der Stadt.
1912 wurde er zum stellvertretenden Präsidenten des 18-köpfigen albanischen Senats in Vlora gewählt. Er gehörte auch zur Delegation, die Wilhelm zu Wied im Februar 1914 in Neuwied die albanische Krone anbot. In dieser Zeit war er auch regelmäßig als Dolmetscher für Wilhelm zu Wied tätig. Während dessen kurzer Amtszeit 1914 leitete Ekrem Bey Vlora als stellvertretender Generalsekretär das Außenministerium, das Ministerpräsident Turhan Pascha Përmeti unterstellt war. Während des Ersten Weltkrieges wurde er in Italien inhaftiert; nach dem Krieg jedoch wurde er zu einem Förderer der albanisch-italienischen Beziehungen. 1924 wurde Vlora als Abgeordneter einer konservativen Partei ins albanische Parlament gewählt. Ein Jahr später war er für eine kurze Periode Senator. Seine Beziehungen zum Präsidenten – und späteren König – Ahmet Zogu waren dürftig, obschon er ihn bei vielen Auslandsreisen begleitete. 1928 wurde er zum Botschafter in Paris und London ernannt.

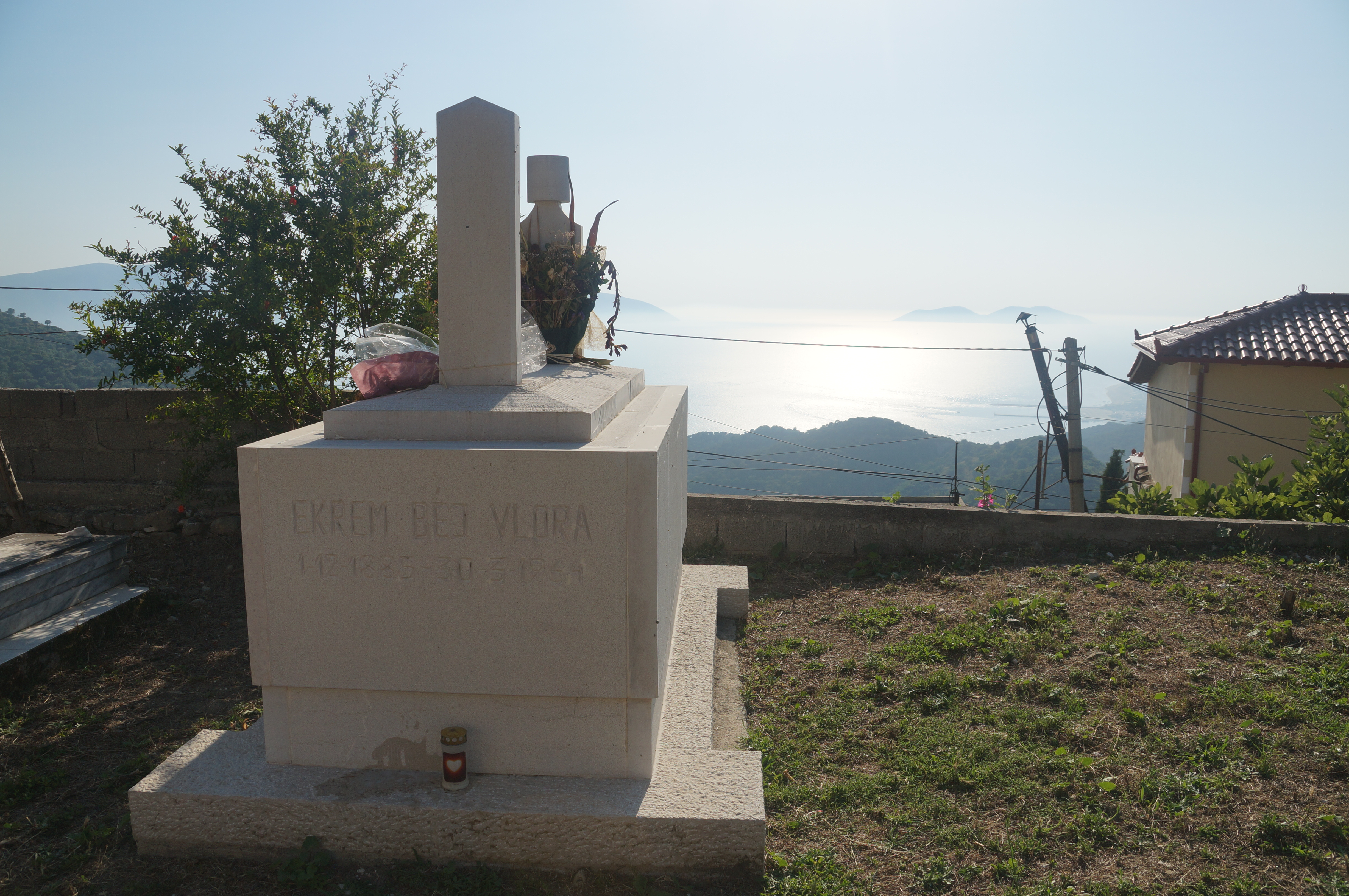
Neues Grab in Kanina bei Vlora

Vlora begrüßte die italienische Besetzung Albaniens vom April 1939 und hatte enge Beziehungen zu den italienischen Faschisten. 1942 wurde er von Mustafa Kruja zum Minister für Kosova ernannt, das während des Zweiten Weltkriegs zu Albanien gehörte. Seine antislawische Politik dort stieß auf heftigen Widerstand unter den Serben und Montenegrinern. Im Sommer 1944 wurde er Außenminister und Justizminister, ehe er wegen der kommunistischen Machtübernahme ins italienische Exil musste. Er starb in Wien und lag bis zum 30. März 2014 in Neustift am Walde begraben, bevor sein Leichnam exhumiert und in Kanina bei Vlora neu begraben wurde.

## Werk (Auswahl)
Zeit seines Lebens war Ekrem Bey Vlora auch als Autor tätig. Vor allem seine Monographie Aus Berat und vom Tomor: Tagebuchblätter (Sarajevo 1911) und insbesondere seine zweibändigen Memoiren in deutscher Sprache (Lebenserinnerungen. München 1968, 1973) wurden weithin bekannt. Fast vollständig unveröffentlicht blieb das 1200-seitige Schreibmaschinenmanuskript Beiträge zur Geschichte der Türkenherrschaft in Albanien: eine historische Skizze.
- Aus Berat und vom Tomor: Tagebuchblätter. In: Zur Kunde der Balkanhalbinsel. Heft 13. D.A. Kajon, Sarajewo 1911.
- Lebenserinnerungen. In: Südosteuropäische Arbeiten. Band I (1885 bis 1912), Nr. 66. R. Oldenbourg Verlag, München 1968 (2001 in Tirana als Kujtime I publiziert).
- Lebenserinnerungen. In: Südosteuropäische Arbeiten. Band II (1912 bis 1925), Nr. 67. R. Oldenbourg Verlag, München 1973, ISBN 3-486-47571-1 (eingeschränkte Vorschau in der Google-Buchsuche – 2001 in Tirana als Kujtime II publiziert).